# Зитте, Камилло
Камилло Зитте (нем. Camillo Sitte; 17 апреля 1843, Вена — 16 ноября 1903, Вена) — австрийский архитектор, живописец, педагог, теоретик искусства и градостроительства периода историзма.
Камилло Зитте — лидер австрийского движения «искусств и ремёсел». Выступал с публичными лекциями на темы реставрации архитектуры, устройства городской среды, организации производства изделий декоративно-прикладного искусства: керамики, резьбы по дереву других производств. Возглавлял Государственные ремесленные школы в Зальцбурге и Вене.
В своей всемирно известной книге «Городское планирование в соответствии с его художественными принципами» (Der Städtebau nach seinen künstlerischen Grundsätzen, 1889; русское издание: «Художественные основы градостроительства») он был одним из первых авторов, которые теоретически и критически изучали городское планирование в индустриальную эпоху. Благодаря своим новаторским предложениям Зитте считается «реформатором городской архитектуры» (Wiederbegründer der Stadtbaukunst).

## Биография
Камилло родился в семье живописца и архитектора Франца Зитте (1808—1879) из Вайскирхена-ан-дер-Нейсе в северной Богемии и Терезии Шабес из Графеншлага, Нижняя Австрия (1805—1863). Его профессиональная карьера тесно связана с карьерой его отца, поскольку позднее он трудился над его постройками.
Окончив гимназию, с 1864 по 1869 год Зитте учился в Венском политехническом институте (ныне университет) в мастерской архитектора Гейнриха фон Ферстеля. В то же время он посещал лекции по археологии и истории искусств в Венском университете, в качестве ординарного студента философского факультета принимал участие во всех практических занятиях под руководством Рудольфа фон Эйтельбергера, специализировался в области археологии, анатомии и истории искусства. Учебные поездки привели его, в частности, в Италию, Грецию, Францию, Турцию и Египет. В период с 1869 по 1875 год он дважды ездил в Северную Италию и четыре раза в Германию. Целью этих ознакомительных поездок было изучение архитектурных шедевров Северной Италии и немецкого Возрождения, а также художественных собраний Мюнхена, Дрездена, Берлина, Штутгарта, Венеции.
С 1871 по 1873 год Зитте работал архитектором-проектировщиком в строительной конторе отца. В 1875 году он принял на себя управление Зальцбургским государственным ремесленным училищем (Salzburger Staatsgewerbeschule). С 1883 года преподавал в Венском государственном ремесленном училище (Wiener Staatsgewerbeschule); он стал его директором в 1899 году.
В качестве градостроителя Камилло Зитте разрабатывал планы развития малых и средних городов: Привоз/Пршивоза, Любляны (1895), Оломоуца (1896), Остравы (1900), Либереца (1901). Больший интерес представляет план Оломоуца, где на месте снесённых средневековых укреплений вокруг исторического центра Зитте спроектировал зону жилой и общественной застройки с полосами зелёных насаждений.
По проектам Зитте построена церковь армянских мхитаристов в Вене (1871—1876), церковь в Темешваре в Венгрии (ныне Румыния, 1884—1886), церковь, дом священника и ратуша в Пживоце (около Остравы, Чехия, 1894—1899). В церквях в Вене и Пживоце Камилло сам выполнил стенные росписи.
Камилло Зитте работал присяжным заседателем и экспертом в области городского планирования и проектов городского развития (включая конкурс на расширение города Мюнхена, 1892—1893, и Брно, 1901—1902).
На протяжении всей жизни Камилло Зитте занимался вопросами теории культуры, которые охватывали философию, искусство, науку и политику. Он посвятил себя широкому кругу культурных тем примерно в ста пятидесяти публикациях. Среди прочего, он сотрудничал с австрийским специализированным журналом «Архитектор» (Der Architekten). Для Зитте архитектура была не просто строительством, а частью общекультурного процесса.
Камилло Зитте был женат на Леопольдине, урождённой Блюм (1852—1925). Его сын Зигфрид Зитте (1876—1945) — архитектор и теоретик архитектуры, другой сын Генрих Зитте (1879—1951) стал историком архитектуры и археологом.
Семья жила на Унгаргассе, 9 в Вене. Камилло работал над новой книгой «Городское планирование в соответствии с его художественными принципами», которую он не успел закончить и опубликовать из-за неожиданной смерти в 1903 году от апоплексического удара. Существует мнение, что его сын Зигфрид мог довести работу до конца и издать книгу. Но этого не произошло. Стиль Камилло Зитте настолько самобытен и индивидуален, что не поддаётся воспроизведению.

## Городское планирование в соответствии с его художественными принципами

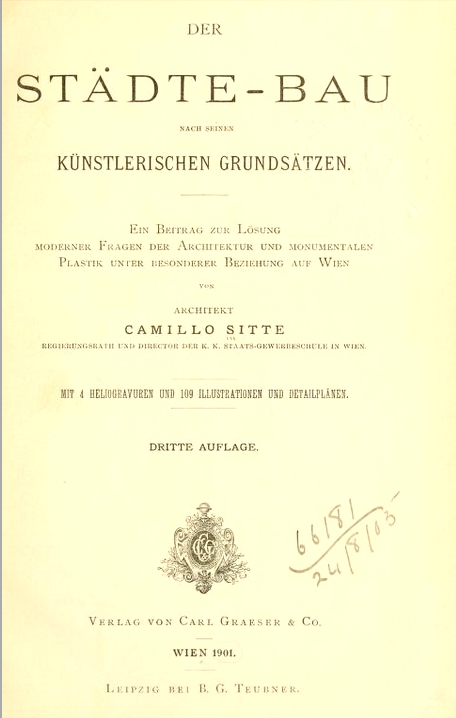
Титульный лист книги «Городское планирование в соответствии с его художественными принципами». Издание 1901 г.

Время деятельности Камилло Зитте — вторая половина XIX века — промышленная эпоха, когда большинство крупных европейских городов стремительно меняли свой облик. Ликвидировались средневековые укрепления, расширялись жилые территории, перестраивались старые улицы. Такова была «Османизация Парижа» — перестройка Парижа бароном Ж. Э. Османом в 1853—1869 годах. В 1869 году архитекторы Готфрид Земпер и Карл фон Хазенауэр вместо реконструкции отдельных зданий предложили проект кардинальной перестройки центра Вены, знаменитой венской Рингштрассе и «зонирования» исторического центра. Это было время становления теории градостроительства на основе трудов Рейнхарда Баумайстера, Иозефа Штюббена.
Камилло Зитте также разрабатывал проекты реконструкции центра Вены, но он был романтиком и, согласно идеологии историзма, стремился к сохранению «исторических стилей» существующих зданий. Он выступал против «обезличенного индустриального планирования городов, результатом которого является потеря их историко-художественного образа, уникального облика и стиля».
Книга «Городское планирование в соответствии с его художественными принципами» (Der Städtebau nach seinen künstlerischen Grundsätzen; в русском издании: Художественные основы градостроительства) выдержала множество изданий: в 1889, 1901, 1909, 1921, 1965, 1972 и 1983 годах. В этой книге, оказавшей значительное влияние на несколько поколений архитекторов, Зитте сформулировал идею «трансляции прошлого в лучшее будущее».
На примерах античных, средневековых и барочных городов («Школа древних») Зитте стремился показать возможности художественного проектирования, абстрагируясь от прагматических, гигиенических, экономических и транспортных проблем. Он критиковал проекты своих оппонентов как «художественный провал» из-за чрезмерного, по его мнению, внимания к принципам «прямоугольных сеток» и сквозных магистралей. Он категорически не одобрял «бедность мотивации и трезвость современных городских объектов», обвиняя их в «буквальной скуке». В своей книге он объяснил «взаимосвязь между зданиями, памятниками и площадями» на примере исторических, в основном итальянских, площадей, сочетающих в себе «художественное» и «живописное» начало с «техническим совершенством», и настаивал на идее «различных систем городского развития в соответствии с художественными принципами». По его словам, «Городское строительство следует понимать как произведение искусства», а не «просто как техническую задачу». В центре его размышлений была городская площадь, которая «как центр важного города символизирует мировоззрение великого народа». Центральным местам следует придавать «воскресный наряд» и «служить для гордости и радости жителей, для пробуждения чувства дома и для постоянного развития великих благородных чувств у подрастающей молодёжи». Зитте подчёркивал важность открытых пространств, площадей, садов, дворов и изогнутых улиц для положительного восприятия городских пространств с атмосферой, способствующей развитию эмоций человека.
В книге даны практические рекомендации по пространственно-художественной композиции города на основе анализа исторической застройки ряда городов Центральной Европы. В первую очередь автор обращает внимание на то, что визуально воспринимается в первую очередь — художественные аспекты. Книга невелика по объёму, но хорошо проиллюстрирована. Текст местами носит публицистический характер, некоторые предложения по-немецки занимают почти страницу, поэтому предполагается, что произведение написано в короткий срок и как бы на одном дыхании.

## Другие произведения
Помимо ряда мелких заказов Камилло Зитте выполнял значительное количество оригинальных фотографий архитектурных и других объектов для собрания Австрийского музея искусства и промышленности в Вене. Вместе с этими фотографиями Зитте создавал эскизы предметов промышленного искусства, миниатюрные картины и офорты, некоторые из которых были включены в работу Липмана «О китайских эмалевых вазах». Зитте излагал свои взгляды в самых разных статьях, например в брошюре «Рихард Вагнер и немецкое искусство», изданную Гутманом в Вене в 1875 году. Малые исследования Зитте по истории искусства появлялись в ежедневных газетах Вены: «Вебер Дженелли» [Странник 1869, 17 и 27 апреля), «Макарт» [Тагеспрессе 1871, 19 августа]. Также в «Тагблатте» с 1871 по 1875 год: «Инквизиционный суд Каульбаха», «Иллюстрация к Данте», «Сенсационная Венера замков», «Галерея Гзеля», «Четвёртая международная выставка в Кюнстлерхаусе», «Матейко», «Фетида и Пелей из замков», «Пейзажи Гофмана», «Комическая опера», «Альтовая семья», «Готфрид Земпер», «Путешествие Гильдебранда вокруг света», «Среди платоников», «Фюрих и строитель собора Шмидт», «О практической ценности учения о золотом сечении» (ок. 1880 г., опубликовано в: Wiener Bauhütte, том 24, 1930), «Сецессион и монументальное искусство» (1903).
Новая деятельность Камилло Зитте началась в 1875 году с организации Государственного профессионального училища в Зальцбурге. Это заведение, состоящее из факультета строительства и декоративно-прикладного искусства, было полностью воссоздано Зитте, который возглавил его на правах члена правления. В училище было 450 студентов, среди них выпускники средних общеобразовательных школ, чертёжники, строители, мастера-ремесленники. Из многочисленных публичных лекций и статей Камилло Зитте наиболее известны: «О цели и пользе коммерческого обучения» (Зальцбург, 1876), «Учебные пособия для производственного обучения» (Salzburger Zeitung, апрель 1875), «Современное положение строительства и обучения декоративно-прикладному искусству в Германии и Австрии» (Salzburger Zeitung, ноябрь 1875), «Кожаная галантерея со времен Парижской всемирной выставки». Зитте подготовил к печати и более крупные работы, такие как «История перспективного рисунка», в которой сделана попытка представить историю перспективных построений в разных видах искусства. Зитте завершил подготовительную работу над майоликовым сервизом, на котором должны были быть полностью проиллюстрированы персонажи оперы «Нюрнбергские мейстерзингеры».

## Влияние трудов Камилло Зитте
Труды Зитте оказали значительное влияние на развитие немецкого градостроительства, его последователями были К. Генрици, Теодор Фишер. В течение четырёх десятилетий после появления книги отсылки к её идеям встречаются во всех крупных теоретических работах по градостроительству. Под влиянием этих идей были реализованы проекты в скандинавских странах. В начале XX века идеи Зитте несколько потеряли актуальность, поскольку в это время разрабатывались новые принципы свободной планировки и экстенсивной застройки под влиянием идей Ле Корбюзье, CIAM и положений Афинской хартии.
Самым известным учеником Камилло Зитте был австрийский архитектор периода модерна Йозеф Мария Ольбрих. Предложения Зитте в области ландшафтного планирования открытых пространств учитывал немецкий ландшафтный архитектор Леберехт Мигге. Идеи Зитте повлияли на Раймонда Анвина, проектировщика английского городка-сада Летчворта (1903), и на его книгу «Практическое городское планирование» (1909). В Нидерландах Хендрик Петрюс Берлаге и Маринус Ян Гранпре Мольер были близки урбанистическим взглядам Зитте, в Швеции — градостроитель Андерс Нильссон, в Швейцарии — Ханс Марти. В 1923 году австрийский архитектор Леопольд Бауэр писал: «Книга Зитте подействовала как первоначальный заряд на подготовленную мину; успех был огромен — тема поднималась повсюду».
Некоторые авторитетные критики, такие как Ле Корбюзье, отвергaли Зитте как сторонника «ослиного пути» из-за его предпочтения принципа нерегулярного (живописного) планирования. Его обвинили в одностороннем подходе к эстетическим вопросам городского развития и игнорировании сложности современного города, а также в том, что в своём «мелкомасштабном мышлении» он неправильно оценивал требования к пространству растущих городов.
Историк искусства и профессор нескольких немецких университетов Альберт Эрих Бринкман раскритиковал идеи городского планирования Зитте как «романтизирующие». В 1941 году немецкий ландшафтный архитектор и преподаватель университета Фриц Шумахер включил главу «Границы искусства в современных городских системах» из книги Зитте в свою книгу для мастеров-строителей. Однако во вступлении Шумахер заметил: «Зитте (…) видит искусство по-прежнему главным образом в „живописном“; Эта точка зрения была преодолена лишь очень постепенно». Историк искусства Ханно-Вальтер Круфт писал: «Книга Зитте является фундаментальной для теории современного городского планирования и в настоящее время приобретает новую актуальность после появления функционалистских теорий городского планирования».
Труды К. Зитте снова вызвали интерес благодаря проектам и публикациям люксембургских архитекторов и градостроителей постмодернизма Леона и Роба Крие.
Зитте одним из первых открыл красоту живописно-пространственной стороны градостроительства. В XX веке в большинстве проектов превалировала техническая, структурная, гигиеническая составляющая, поэтому и в настоящем ценность книги становится ещё более заметна. Зитте пропагандировал значение исторического контекста, пиетет к традициям; и в постмодернистской архитектуре применяются отдельные приёмы, описанные в книге: сознательное использование нерегулярностей, замкнутых или полуоткрытых пространств, акцентирование декоративных элементов, соразмерность построек с человеком.

## Издания и переводы
Из-за неожиданного успеха книга была переиздана в том же 1889 году. Ещё при жизни автора вышли три стереотипных издания. В 1909 году сыновья подготовили 4-е издание, которое было повторено в 1921 году. Была добавлена глава «зелёные насаждения крупных городов», рисунки заменены фотографиями, некоторые планы уточнены Зигфридом Зитте. В 1965 году книга была напечатана на немецком языке в 6-й раз по третьему изданию с предисловием Р. Вуцера. Она вошла в серию трудов Института градостроительства и районной планировки Технического университета Вены, в 1972 году в этой же серии было выпущено издание по варианту 1901 года с факсимиле оригинальной рукописи Зитте. В 1983 году книга была издана в Висбадене по 4-му изданию 1909 года.

## Память
Камилло Зитте был похоронен в почётной могиле на Центральном кладбище Вены (группа 14 А, номер 48). В его честь был назван Венский III федеральный учебный и исследовательский институт строительного проектирования (Camillo Sitte Lehranstalt) в 3-м районе Вены, Ландштрассе. При строительстве Мольткефиртеля (с 1908 г.) город Эссен дал центральной площади имя архитектора. В 1913 году именем Зитте была названа улица Камилло-Зитте-Гассе в 15-м районе Рудольфсхайм-Фюнфхаус. В поселении Праунхайм во Франкфурте-на-Майне магистраль, построенная в 1928 году, также носит имя Зитте. Архитектор получил различные награды, в том числе Рыцарский крест 1-й степени ордена Франца-Иосифа в 1903 году. Он стал почётным гражданином моравского города Прживоз (Привоз, Одерфурт). Памяти архитектора посвящена Премия Камилло Зитте в области городского развития.

## Постройки по проектам Камилло Зитте

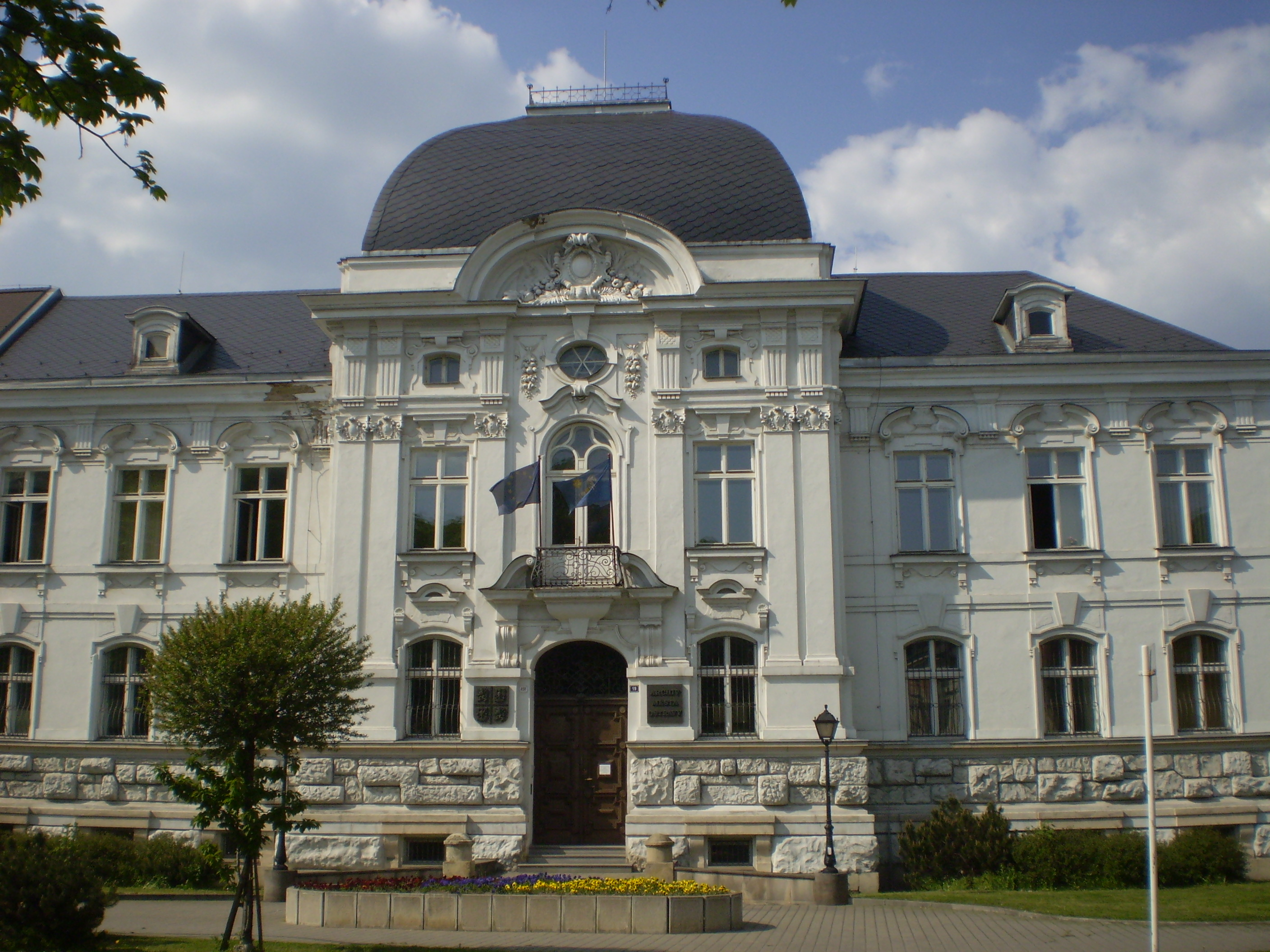
Здание архива в Остраве, Чехия
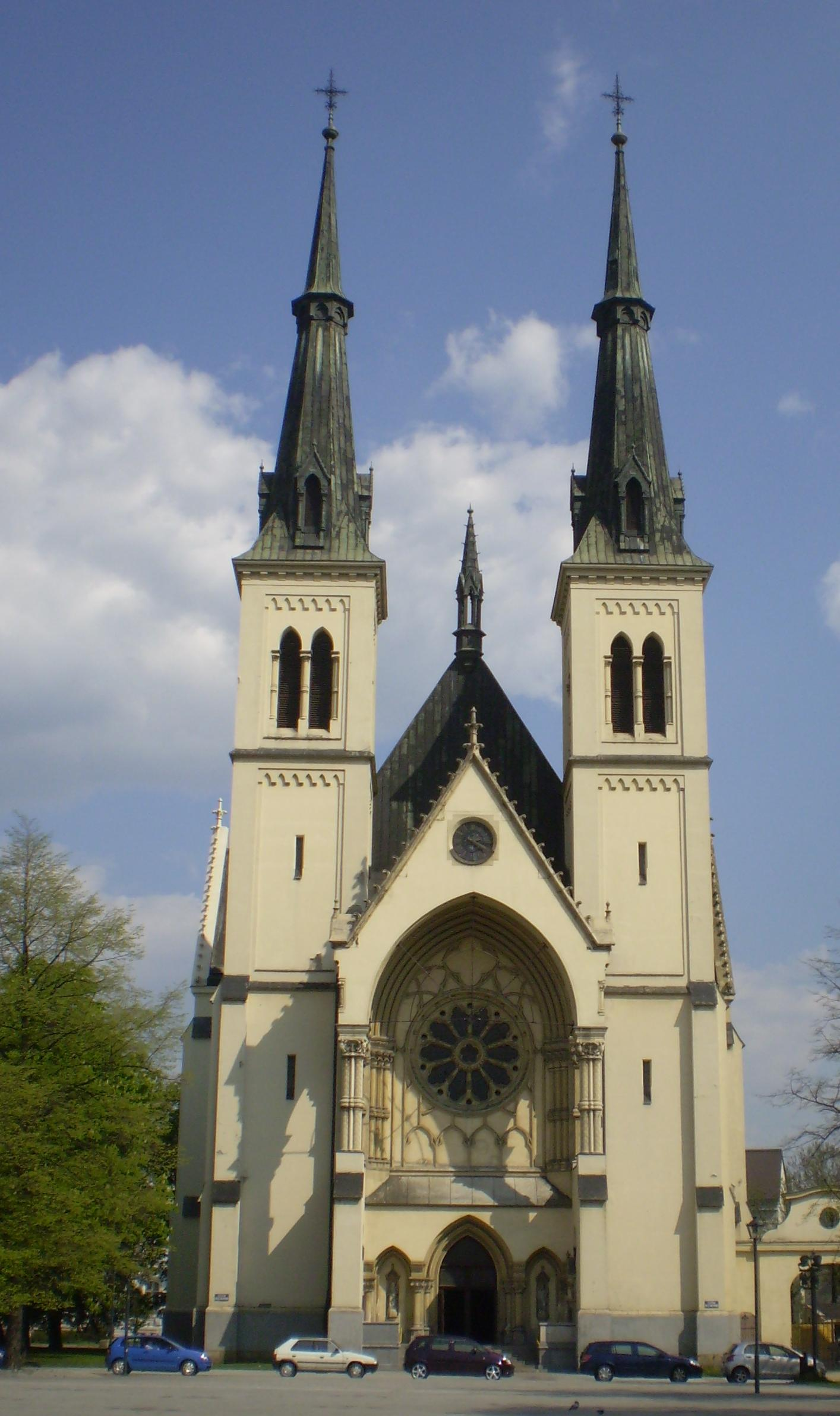
Церковь Непорочного Зачатия Девы Марии. Острава, Чехия
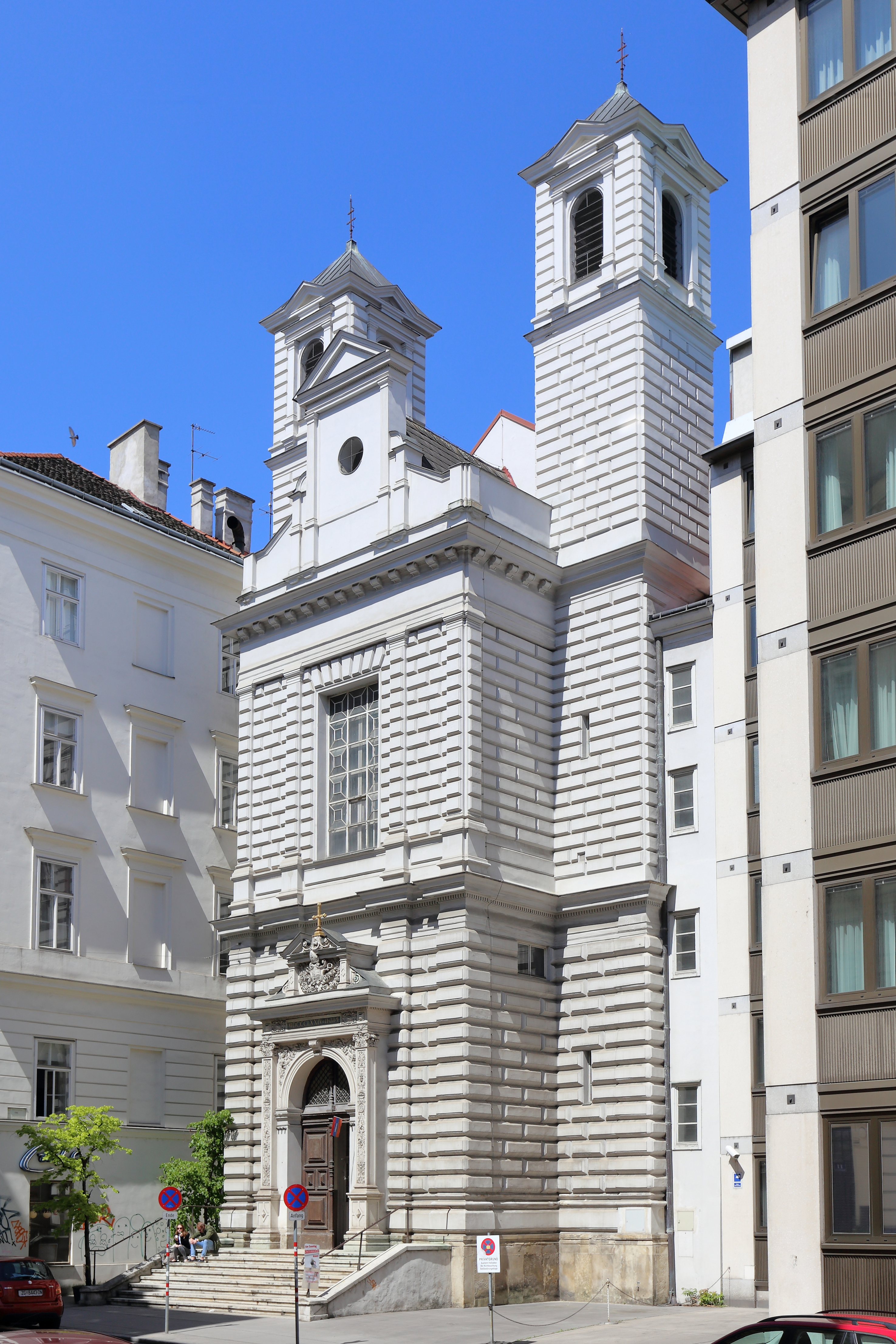
Церковь мхитаристов. 1871—1876. Вена
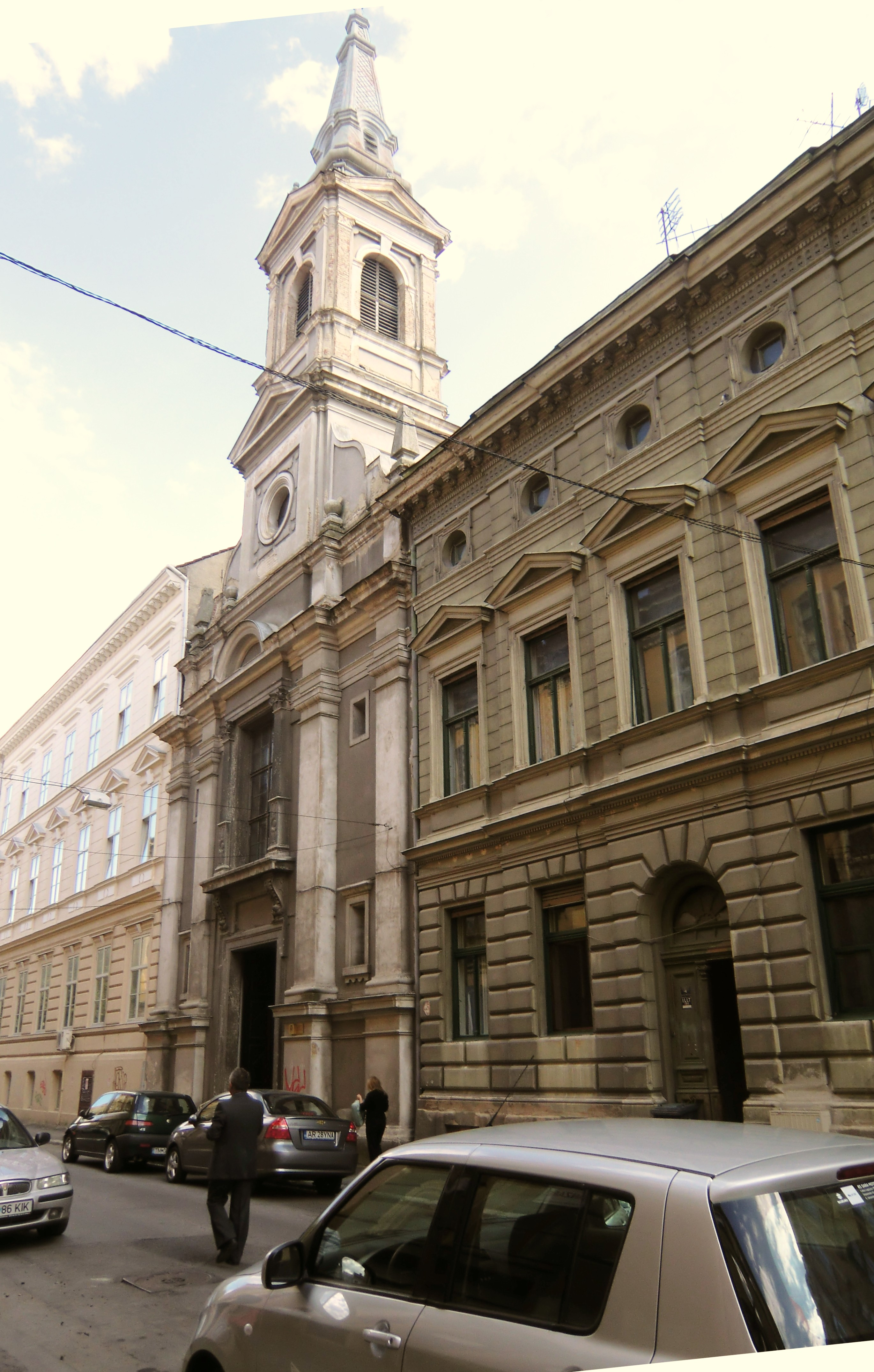
Церковь Св. Екатерины в Темешваре 1884—1886. Венгрия (ныне Румыния)
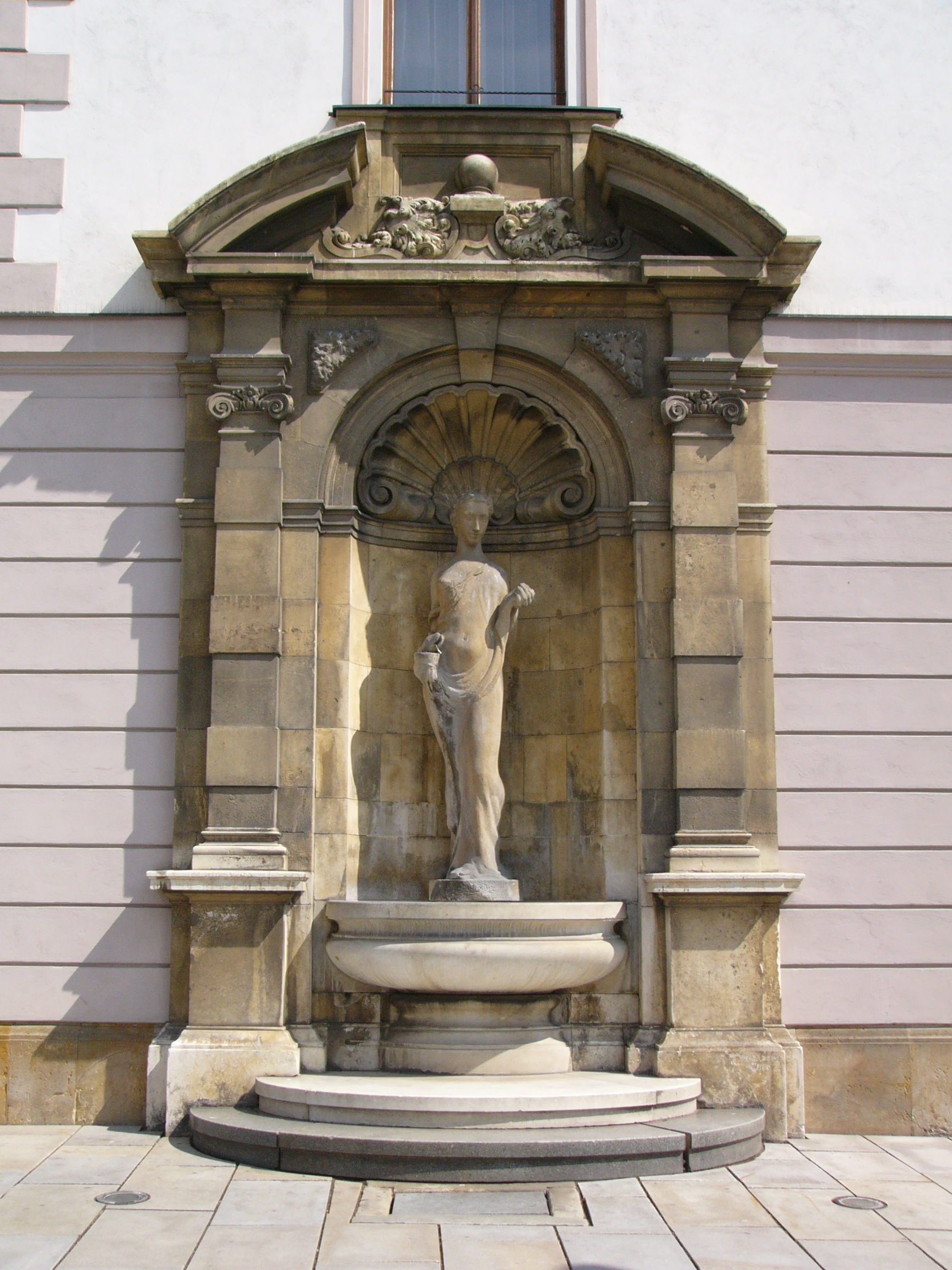
Гигиея. Фонтан. Оломоуц, Чехия